# Implementation Force
La Implementation Force (IFOR) è stata una forza multinazionale della NATO dispiegata in Bosnia ed Erzegovina per un mandato di un anno dal 20 dicembre 1995 al 20 dicembre 1996 sotto il nome in codice Operazione Joint Endeavor per implementare l'accordo di pace in Bosnia and Herzegovina come successore della forza delle Nazioni Unite UNPROFOR ed è stata la più grande missione militare nella storia della NATO con circa 60 000 soldati provenienti da diverse nazioni dell'Alleanza Atlantica.

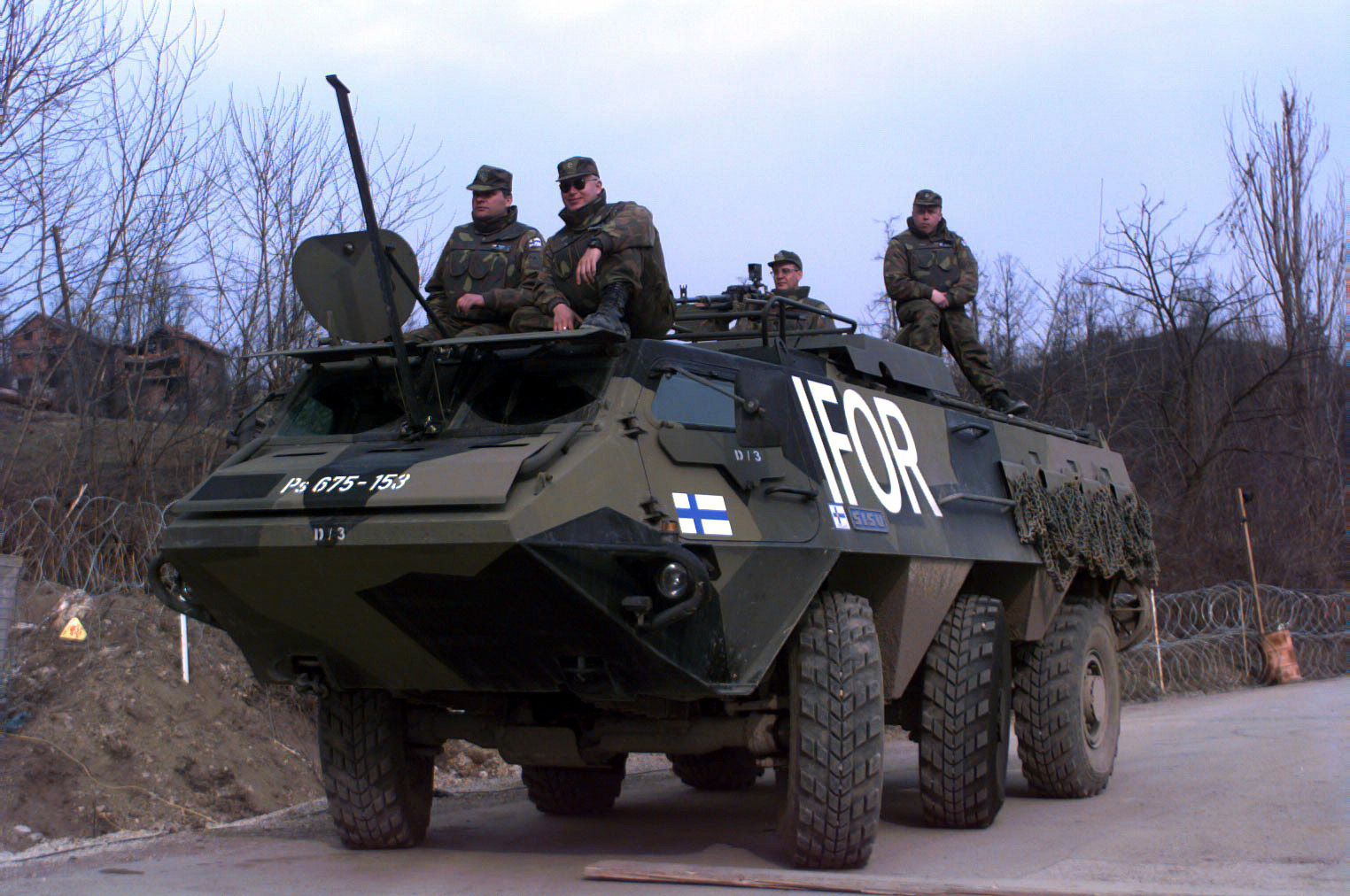
Soldati Finlandesi a guardia dell'area ove si svolse il meeting "Joint Civilian Commission", marzo 1996.